# Altica talyshana
Altica talyshana es una especie de coleóptero de la familia Chrysomelidae. Fue descrita científicamente por primera vez en 1995 por Konstantinov in Lopatin & Konstantinov.